# خانه عبدالحسین تن کس
خانه عبدالحسین تن کس مربوط به دوره قاجار است و در شیراز، بازارچه فیل، کوچه عطاءالدوله واقع شده و این اثر در تاریخ ۱۰ خرداد ۱۳۸۲ با شمارهٔ ثبت ۸۶۴۴ به‌عنوان یکی از آثار ملی ایران به ثبت رسیده است.